# Bahir Dar Airport
Bahir Dar Airport (engelska: Ginbot Haya Airport) är en flygplats i Etiopien. Den ligger i den nordvästra delen av landet, 300 km nordväst om huvudstaden Addis Abeba. Bahir Dar Airport ligger 1 821 meter över havet.
Terrängen runt Bahir Dar Airport är en högslätt. Runt Bahir Dar Airport är det ganska tätbefolkat, med 166 invånare per kvadratkilometer. Närmaste större samhälle är Bahir Dar, 7,7 km öster om Bahir Dar Airport. Trakten runt Bahir Dar Airport består till största delen av jordbruksmark.